# 2020 SO
2020 SO là một tiểu hành tinh gần Trái Đất được xác định là Surveyor 2 Centaur rocket booster ra mắt vào 20 tháng 9 năm 1966. Các đối tượng được phát hiện bởi các Pan-STARRS1 khảo sát tại Đài thiên văn Haleakala trên 17 tháng 9 năm 2020. Đối tượng ban đầu bị nghi ngờ là một vật thể nhân tạo do vận tốc thấp của nó so với Trái Đất và sau đó do ảnh hưởng đáng chú ý của áp suất bức xạ Mặt Trời lên quỹ đạo của nó. Các quan sát quang phổ của Cơ sở Kính viễn vọng Hồng ngoại của NASA vào tháng 12 năm 2020 cho thấy quang phổ của vật thể tương tự như phổ của thép không gỉ, xác nhận bản chất nhân tạo của đối tượng.

## Đặc điểm
| Tham số | Kỷ nguyên   | Đặc trưng quỹ đạo | Quỹ đạo (p) | aphelion (Q) | perihelion (q) | Trục chính-phụ (a) | độ nghiêng (i) | Heliocentric eccentricity (e) | Geocentric eccentricity (e) |
| Units   |             |                   | (years)     | AU           | AU             | AU                 | (°)            |                               |                             |
| ------- | ----------- | ----------------- | ----------- | ------------ | -------------- | ------------------ | -------------- | ----------------------------- | --------------------------- |
|         | 2020-May-31 | Apollo            | 1.056       | 1.0722       | 1.0020         | 1.0371             | 0.14061°       | 0.03389                       | 737                         |
|         | 2020-Dec-17 | Atira             | 0.980       | 0.9882       | 0.9847         | 0.9865             | 0.13842°       | 0.00180                       | 0.89934                     |

Vào tháng 1 & tháng 2 năm 2036, nó sẽ lại tiếp cận Trái Đất với độ lệch tâm địa tâm nhỏ hơn 1 vì vận tốc tương đối sẽ nhỏ, nhưng sẽ không nằm trong quả cầu của Trái Đất 0,01 AU (1,5 triệu km).